# 元贞皇太后
元贞皇太后张氏（857年—904年），單州砀山县人（今安徽省砀山县），晚唐女性人物。後梁太祖朱全忠嫡妻。《五代史平话》作张归娘。广为流传的张惠一名并无古书记载。

## 生平
张氏為單州豪富之女，朱温則出身非常寒微，张氏与朱温是同乡，出身富裕，其父张蕤曾是宋州刺史。朱温时闻张氏有姿色，心生爱慕，有丽华之叹。残唐民变时张氏和其家属辗转流离。唐中和二年（882年），朱温取同州，与张氏相遇，遂结为连理。
张氏為人賢明精悍，敢做敢言，動有法度；其夫全忠性格暴戾，喜怒無常，容易動輒殺人。每當朱氏大動肝火要降罪無辜人等時，只有张氏敢於與夫碰硬，繼而進言規勸，挽救無辜。此外张氏也具有獨到的見解，朱温有事均都會找张氏討論。一次朱温用兵不當，张氏立即意識有所不妥，派人阻止進一步的軍事行動，避免了不必要的損失。
朱温有子八人，其中朱友裕居長。张氏則為太祖生有朱友貞，也十分禮待朱温其他兒子，並視如己出。有一次，朱友裕曾領兵攻伐泰宁军节度使朱瑾，朱瑾兵敗逃走，朱友裕則按兵不動，沒有追擊餘黨。有人向朱温進言指朱友裕實是與朱瑾勾結，才有意按兵不動，放過朱瑾。事後朱温果然相信，立即命令解除兒子的兵權，無辜的朱友裕對父親的舉動，深感惶恐，於是帶領幾名親信逃匿別處。张氏愛子深切，明白朱友裕無辜，逐命人四處找尋朱友裕，要他回來負荊請罪，朱友裕聽從嫡母所言，歸來向父親請罪求死。张氏得知兒子歸來，並得知太祖預備賜死朱友裕，來不及穿鞋赤腳走到太祖跟前，並捉住朱友裕的手，痛哭說：「他回来向你请罪，这不是表明他没有谋反吗？为何还要杀他？」朱温看着妻子和儿子，心软了下来，并赦免了儿子。
朱瑾战败逃走之后，他的妻子却被朱温俘获，朱温欲纳其为妾。张氏出迎朱温，猜到朱温的意图，便请求与朱瑾妻相见。朱瑾妻赶忙向张氏跪拜行礼，张氏回礼后，对她推心置腹地说：“司空（朱温）与兖、郓（朱瑄、朱瑾）本来是同姓，理应和睦共处。他们兄弟之间为一点小事而兵戎相见，致使姐姐落到这等地步，如果有朝一日汴州失守，那我也会和你今天一样了。”说完，眼泪流了下来。朱温在一旁内心受到触动，便送朱瑾妻为尼，张氏经常给予资助。
张氏沒有活至太祖稱帝之時，生前封魏国夫人，於唐昭宗天祐元年（904年）病故。太祖在公元907年稱帝後，追封张氏為賢妃。到兒子朱友貞當皇帝時，則追諡為元貞皇（太）后。

## 相关史料
- 《旧五代史 卷十一（梁书） 列传一》
- 《新五代史 卷十三 梁家人传第一》